# Kamień pępkowy
Kamień pępkowy – mianem tym określa się złóg złuszczonych komórek skóry, zgromadzonych w pępku. Ma on ciemną barwę i niekiedy ulega zakażeniu - zachowanie higieny osobistej jest na ogół wystarczającym leczeniem.